# Morten Bülow
Morten Duvander Bülow (* 10. Januar 1999) ist ein dänischer Basketballspieler.

## Werdegang
Bülow spielte in der Jugend von BMS Herlev und ab 2017 für die Herrenmannschaft des Vereins in der höchsten dänischen Spielklasse, Basketligaen. Im August 2019 bestritt er sein erstes Länderspiel für die dänische A-Nationalmannschaft.
Der 2,04 Meter große Flügelspieler wechselte zur Saison 2019/20 zu den Norrköping Dolphins nach Schweden. Anschließend setzte Bülow seine Laufbahn in Spanien fort, stand 2020/21 beim Viertligisten CB Basquet Valls und 2021/22 bei CB Ciudad de Ponferrada in der dritten Liga unter Vertrag.
Im Sommer 2022 kehrte er nach Dänemark zurück und wurde Spieler von Randers Cimbria. Dort war Bülow Leistungsträger und in der Saison 2023/24 mit einem Mittelwert von 13,6 Punkten je Begegnung Randers’ drittbeste Korbschütze. Anschließend ging er wieder ins Ausland und schloss sich während der Sommerpause 2024 dem isländischen Erstligaverein Þór Þorlákshöfn an. Im Februar 2025 kam Bülow zu Randers Cimbria zurück.